# Франсоа Гизо
Франсоа Пиер Гийом Гизо (на френски: François Pierre Guillaume Guizot) е френски политик и историк. Той е изявен привърженик на конституционната монархия и водеща фигура в управлението на Франция между 1830 и 1848.

## Биография

### Произход и младост
Роден е на 4 октомври 1787 година в Ним, департамент Гар, Франция, в семейство на хугеноти. Баща му е гилотиниран през 1794 в разгара на терора по време на Френската революция. Гизо и майка му заминават за Женева, където той получава добро образование.
Гизо пристига в Париж през 1805, за да учи право, и скоро прави впечатление с литературните си способности, отбелязани от Шатобриан.
През 1812 се жени за писателка, която умира през 1827 и от която има една дъщеря (1819 – 1837). През 1828 се жени повторно и има един син (1833), но жена му умира малко след неговото раждане.

### Политическа кариера
През януари 1830 Франсоа Гизо е избран за депутат и се противопоставя на политиката на Шарл X. Привърженик на конституционната монархия, той активно подкрепя Луи Филип, който след Юлската революция заема трона, а Гизо е включен в състава на правителството. Първите години от участието му в управлението се свързват с реформа на публичното образование и постоянни противоречия с Адолф Тиер.
След оттеглянето на войнствения Тиер официално правителството е оглавено от Никола Су, но Гизо се превръща в движещата сила зад кабинета. По-миролюбиво настроен и смятащ съюза между Англия и Франция за необходим, той постига с помощта на английския консервативен министър-председател Робърт Пийл помиряването на двете страни. Това става въпреки усилията на английския външен министър лорд Палмерстън, който смята, че Франция трябва да бъде отслабена с оглед на възможността за бъдеща война между двете страни.
След смяната на Палмерстън с лорд Абърдийн, между двете либерално ориентирани държави в Европа е установено сътрудничество. Следва нова смяна на правителството в Лондон, начело на което застава Джон Ръсел от вигите. Това, както и настъпилата династичната криза в Испания (1843 – 1846), при която англичаните се противопоставят на намерението на испанската инфанта да сключи брак с кандидат от френското кралско семейство, изострят отношенията с Англия и Гизо е принуден да търси сближение с абсолютистка Австрия.
Франсоа Гизо оглавява правителството през 1847. Макар че е министър-председател за кратко, той е сред най-влиятелните личности в управлението на страната, обединявайки около себе си една консервативна партия, стремяща се да запази равновесието между демократизацията на обществото и връщането към анархията на революцията. През 1848 Гизо пада от власт след отказа си да промени избирателния закон.
Гизо прекарва една година в Англия, където отново се заема с исторически изследвания, концентрирайки се върху Английската революция, след което се завръща във Франция. От водещ европейски политик той се превръща в историк, философ и наблюдател на епохата. Той е активен и като член на Френската академия, както и на калвинистката общност.
Умира на 12 септември 1874 година във Вал Рише, Нормандия, на 86-годишна възраст.

## Занимания с език и литература
Неговите произведения върху Пиер Корней (1813) и Уилям Шекспир (1825) са от голямо значение за историята на литературата. Заедно с романтиците Гизо проповядва култа към Шекспир във Франция, а при Корней особено отбелязва онези елементи на творчеството, които излизат извън рамките на класическия канон. Интересна е историческата и социологическата интерпретация на Гизо на Шекспировия театър като резултат от недоволството на английската буржоазия от фолклорния театър, който процъфтява в Англия преди Шекспир.
Според Гизо театралната реформа на Корней настъпва в резултат на установяването на абсолютистка система във Франция след борбата срещу хугенотите. Социологизмът на Гизо е само проява на неговия историзъм; в литературата може да се нарече представител на „историческия метод“. Отчасти Гизо е създател на теорията за „класовата борба“, която по-късно е окончателно формулирана от Маркс. Но за разлика от него Гизо е убеден, че не бива да се позволи на пролетариата да управлява държавата.
Литературноисторическите трудове на Гизо, изцяло свързани с неговите исторически изследвания, са предшественици на социологическото изследване на литературата. Речникът на френските синоними на Гизо е от голямо значение за лингвистиката.

### На български език
- Гизо Ф., История на цивилизацията в Европа. От падането на Римската империя до Французката революция, Ч. 1-2 (пр. от рус. П. Н. Даскалов), Разград : С. Икономов, 1890-1892 (2-ро изд. 1900)
- Гизо Ф., Размишления за същността на християнската вяра, Пловдив: Новини, 1892 (139 стр.)

### В оригинал
- Dictionnaire des synonymes de la langue française (1809)
- De l’état des beaux-arts en France (1810)
- Annales de l’éducation, (1811 – 1815; 6 тома)
- Vie des poètes français du siècle de Louis XIV (1813)
- Quelques idées sur la liberté de la presse (1814)
- Du gouvernement représentatif de l’état actuel de la France (1816)
- Essai sur l’état actuel de l’instruction publique en France (1817)
- Du gouvernement de la France depuis la Restauration. Des conspirations et de la justice politique (1820)
- Des moyens de gouvernement et d’opposition dans l’état actuel de la France. Du gouvernement de la France et du ministère actuel. Histoire du gouvernement représentatif en Europe, (1821; 2 тома)
- De la peine de mort en matière politique (1822)
- Essai sur l’histoire de France du Ve au Xe siècle (1823)
- Histoire de Charles Ier, (1827; 2 тома)
- Histoire générale de la civilisation en Europe (1828)
- Histoire de la civilisation en France, (1830; 4 тома)
- Le presbytère au bord de la mer (1831)
- Rome et ses papes (1832)
- Le ministère de la réforme et le parlement réformé (1833)
- Essais sur l’histoire de France (1836)
- Monk, étude historique (1837)
- De la religion dans les sociétés modernes (1838)
- Vie, correspondance et écrits de Washington (1839 – 1840)
- Washington (1841)
- Madame de Rumfort (1842)
- Des conspirations et de la justice politiques (1845)
- Des moyens de gouvernement et d’opposition dans l’état actuel de la France (1846)
- M. Guizot et ses amis. De la démocratie en France (1849)
- Pourquoi la révolution d’Angleterre a-t-elle réussi ? Discours sur l’histoire de la révolution d’Angleterre (1850)
- Études biographiques sur la révolution d’Angleterre. Études sur les beaux-arts en général (1851)
- Shakespeare et son temps. Corneille et son temps (1852)
- Abélard et Héloïse (1853)
- Édouard III et les bourgeois de Calais (1854)
- Histoire de la république d’Angleterre, (1855; 2 тома)
- Histoire du protectorat de Cromwell et du rétablissement des Stuarts, (1856; 2 тома)
- Mémoires pour servir à l’histoire de mon temps, (1858 – 1867; 8 тома)
- L’amour dans le mariage (1860)
- L’Église et la société chrétienne en 1861. (1861)
- Un projet de mariage royal (1862)
- Histoire parlementaire de France, recueil de discours, (1863; 5 тома)
- Médiations sur l’essence de la religion chrétienne (1864)
- Guillaume le Conquérant (1865)
- Méditations sur l’état actuel de la religion chrétienne (1866)
- La France et la Prusse responsables devant l’Europe (1868)
- Méditations sur la religion chrétienne dans ses rapports avec l’état actuel des sociétés et des esprits. Mélanges biographiques et littéraires (1868)
- Mélanges politiques et historiques (1869)

- L’histoire de France depuis les temps les plus reculés jusqu’en 1789 (1870 – 1875; 5 тома)
- Le duc de Broglie (1872)
- Les vies de quatre grands chréitiens français (1873)

## За него
- Ж. Стоянов, Идеите за Историята. От Хезиод до Маркс. София: УИ К.Охридски 1991, с.183-191
- A. Bardoux, Guizot, Hachette, 1894
- A. Gayot, François Guizot et Madame Laure de Gasparin, Grasset, 1934
- Ch.-H. Pouthas, Guizot pendant la Révolution, Plon, 1923
- Ch.-H. Pouthas, la Jeunesse de Guizot, Alcan, 1936
- P. Rosanvallon, Le Moment Guizot, Gallimard, 1985